# Dáma a Král
Dáma a Král  je český kriminální seriál vysílaný na TV Nova od 22. října 2017. Hlavní role ztvárňují Matěj Hádek, Tereza Hofová, Miroslav Donutil, Jan Cina a Michal Dalecký.

## Příběh
Advokátní kancelář Černý, Braunová & spol. přibere do svého týmu soukromého vyšetřovatele, který má za úkol odhalovat skutečné viníky trestných činů, ze kterých jsou obviněni klienti kanceláře. Hlavními hrdiny jsou trochu podivínský vyšetřovatel a spolupachatel loupeže století Prokop Král (Matěj Hádek), jenž se po 15 letech v úkrytu dostává na svobodu, a schopná a úspěšná advokátka Lenka Braunová (Tereza Hofová). Společně tvoří protikladnou a jiskřivou dvojici, která však výborně funguje. Pod taktovkou šéfa kanceláře Rudolfa Černého (Miroslav Donutil) a s pomocí začínajícího právníka Jiřího Mladého (Jan Cina) vyšetřují různorodé případy a pomáhají lidem, kteří nemohou nebo nechtějí jít na policii. Žádný zločin, žádná záhada pro ně není neřešitelná. Nejsou policisté, proto musí případy klientů řešit bez kriminalistického zázemí – důvtipem, překvapivou akcí, novým, nečekaným pohledem na zločin nebo jeho pachatele.

## Obsazení
| Matěj Hádek       | Prokop Král – soukromý vyšetřovatel a spolupachatel loupeže století                                      |
| Tereza Hofová     | JUDr. Lenka Braunová – advokátka                                                                         |
| Miroslav Donutil  | JUDr. Rudolf Černý – akvokát                                                                             |
| Jan Cina          | Mgr. Jiří Mladý – advokátní koncipient, později advokát (od 2. série)                                    |
| Anna Linhartová   | Klára Horová – dcera Prokopa Krále a Kateřiny Horové                                                     |
| Miloš Vávra       | Zdeněk Hora – dědeček Kláry Horové                                                                       |
| Ivana Chýlková    | Veronika Müllerová – majitelka ukradených diamantů                                                       |
| Markéta Hrubešová | Kateřina Horová – spolupachatelka loupeže století                                                        |
| David Punčochář   | mjr. Mgr. Jan Hofman – vrchní komisař                                                                    |
| Eva Holubová      | Simona Braunová – matka Lenky Braunové (od 2. série)                                                     |
| Michal Dalecký    | Mgr. Milan Šedivý/Filip Kaiser – nový spolupracovník Lenky Braunové, kamarád Prokopa Krále (od 2. série) |
| Roman Zach        | JUDr. Ondřej Petrovský – konkurenční advokát (od 2. série)                                               |
| Kristýna Frejová  | mjr. Mgr. Helena Kalinská – vrchní komisařka (od 2. série)                                               |

## Přehled řad
| Řada | Díly | Premiéra        | Premiéra        |
| Řada | Díly | První díl       | Poslední díl    |
| ---- | ---- | --------------- | --------------- |
| 1    | 16   | 22. října 2017  | 1. dubna 2018   |
| 2    | 16   | 2. září 2018    | 24. března 2022 |
| 3    | 12   | 31. března 2022 | 16. června 2022 |

## Sledovanost
| Řada | Časový slot                | Premiéra        | Premiéra                       | Finále          | Finále                         | Průměrná sledovanost (v milionech; 15+) |
| Řada | Časový slot                | Datum           | Sledovanost (v milionech; 15+) | Datum           | Sledovanost (v milionech; 15+) | Průměrná sledovanost (v milionech; 15+) |
| ---- | -------------------------- | --------------- | ------------------------------ | --------------- | ------------------------------ | --------------------------------------- |
| 1    | neděle 20:20               | 22. října 2017  | 1,588                          | 1. dubna 2018   | 1,304                          | 1,445                                   |
| 2    | neděle 20:15 čtvrtek 21:35 | 2. září 2018    | 0,980                          | 24. března 2022 | 0,281                          | 0,940                                   |
| 3    | čtvrtek 21:35              | 31. března 2022 | 0,423                          | 16. června 2022 | 0,500                          | 0,429                                   |